# کاتژینا هولانووا
کاتژینا هولانووا (چکی: Kateřina Holánová؛ زادهٔ ۱۳ اکتبر ۱۹۷۷) بازیگر اهل جمهوری چک است.
از فیلم‌ها یا مجموعه‌های تلویزیونی که وی در آن‌ها نقش داشته است، می‌توان به کسالت در برنو اشاره نمود.
او بابت فعالیت هنری‌اش برندهٔ جوایز گوناگونی شده‌است که از آن میان می‌توان به جایزه تالیا اشاره نمود.